# Dyktanda czyli…
Dyktanda czyli w jaki sposób wujek Staszek wówczas Michasia – dziś Michała – uczył pisać bez błędów – zbiorek zabawnych dyktand wymyślanych przez Stanisława Lema dla siostrzeńca żony pisarza – Michała Zycha – jako pomoc w nauce ortografii. Lem wzywał Michasia codziennie, na godzinę – do gabinetu, przez miesiąc w czasie wakacji w 1970 roku. Nauka przyniosła bardzo dobre rezultaty. Michał Zych wszystkie 68 dyktand zachował w starych notesach.
Po raz pierwszy zostały one wydane nakładem wydawnictwa Przedsięwzięcie Galicja w roku 2001; wznawiane były później w tomach Lata czterdzieste. Dyktanda przez Wydawnictwo Literackie i Sknocony kryminał przez wydawnictwo Agora.

## Spektakle
W 2014 roku w Teatrze BARAKAH w Krakowie, na podstawie zbioru dyktand S. Lema, powstał spektakl pt. Dyktanda w reż. Any Nowickiej.